# Ljustorps baptistförsamling
Ljustorps baptistförsamling ligger i Edsta i Ljustorp, Timrå kommun och tillhör Equmeniakyrkan. Den grundades 20 augusti 1856.
Församlingen har drygt 30 medlemmar och en medelålder på ca 30 år. Verksamhet som bedrivs är gudstjänst, ungdomsverksamhet, bön, lovsång, kör, Alphakurs, tältmöten på sommaren och andra arrangemang. Ett av de större arrangemangen under året är ungdomskonferensen Bike and Fly som hålls på våren varje år. 
Församlingen har ett kapell som kallas Edsta kapell.

### Fotnoter
1. ↑  ”Vår historia”. Ljustorps baptistförsamling. Arkiverad från originalet den 6 februari 2016. https://web.archive.org/web/20160206124441/http://www.ljustorpsbaptistforsamling.se/?page_id=34. Läst 30 januari 2016.